# Hornavan
Hornavan is een inham in de gemeente Arjeplog in het noorden van Zweden. Het heeft een oppervlakte van 252 km² en is de diepste inham van Zweden met 221 meter diepte. In het meer liggen ongeveer 400 eilanden en leven bijzondere vissoorten. De rivier Skellefte doorkruist het meer.
Vänermeer (5.648 km²) · Vättermeer (1.893 km²) · Mälarmeer (1.140 km²) · Hjälmarmeer (484 km²) · Storsjön (464 km²) · Siljan + Orsasjön (354 km²) · Torneträsk (330 km²) · Hornavan (220-283 km²) · Uddjaure (190-250 km²) · Bolmen (184 km²)